# Utilizzatori del Boeing 727

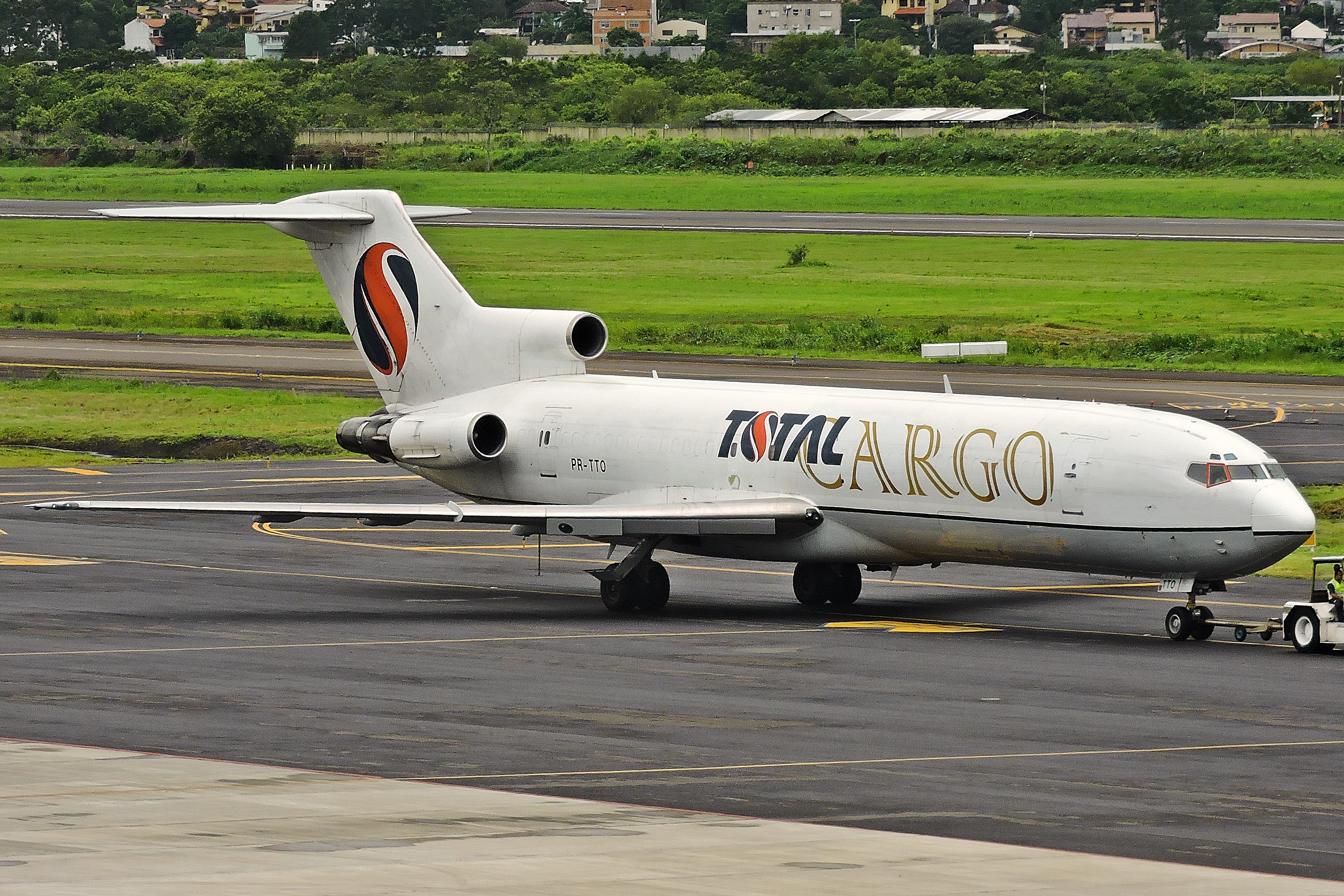
Un Boeing 727 di Total Linhas Aéreas, uno degli utilizzatori principali di questo tipo di aereo.

Il Boeing 727 è un aereo di linea trimotore a fusoliera stretta a getto ad ala bassa prodotto dall'azienda statunitense Boeing dagli anni sessanta fino al 1984.
Unico aereo a reazione trimotore prodotto dalla Boeing, è concepito per trasportare da 149 a 189 passeggeri su rotte fino a 5 000 km; dal punto di vista progettuale è il successore del quadrimotore Boeing 707, con cui condivide la struttura della sezione trasversale superiore della fusoliera e il design della cabina di pilotaggio.
Per le sue caratteristiche tecnico operative il 727 si è affermato su scala mondiale nel mercato dei servizi passeggeri a corto-medio raggio, nonché per servizi cargo: la produzione si attestò su grandi numeri, raggiungendo il picco massimo durante gli anni 1970, per poi terminare nel 1984 con oltre 1500 esemplari consegnati.
Fino all'entrata in servizio del Boeing 737, il 727 è stato l'aereo a reazione più venduto al mondo.

## Ordini e consegne
Legenda tabella:
- O/C: Ordini e consegne.
- OP: Esemplari operativi.

Note:
- dati aggiornati all'aprile 2024[1][2][3][4][5];
- il numero degli esemplari operativi è da considerarsi una stima più o meno accurata;
- alcuni utilizzatori hanno più aerei operativi che ordinati. Ciò è dovuto al fatto che le compagnie hanno comprato velivoli di seconda mano o hanno effettuato leasing, e questi non risultano come ufficiali nel conteggio degli ordini;
- il Boeing 727 non è più in produzione, tutti gli esemplari ordinati sono stati consegnati.

| Compagnia                      | Compagnia                                        | 727-100 | 727-100 | 727-100C | 727-100C | 727-200 | 727-200 | 727-200F | 727-200F | TOTALE | TOTALE |
| Stato                          | Nome                                             | O/C     | OP      | O/C      | OP       | O/C     | OP      | O/C      | OP       | O/C    | OP     |
| ------------------------------ | ------------------------------------------------ | ------- | ------- | -------- | -------- | ------- | ------- | -------- | -------- | ------ | ------ |
|                                | Aerei governativi/privati/altro                  |         | 1       |          |          |         |         |          |          |        | 1      |
| Russia (bandiera)              | Aeroflot                                         | 4       |         |          |          | 5       |         |          |          | 9      |        |
| Argentina (bandiera)           | Aerolinas Argentinas                             |         |         |          |          | 7       |         |          |          | 7      |        |
| Colombia (bandiera)            | Aerosucre                                        |         |         |          |          |         | 2       |          |          |        | 2      |
| Algeria (bandiera)             | Air Algerie                                      |         |         |          |          | 11      |         |          |          | 11     |        |
| Taiwan (bandiera)              | Air Asia Company                                 |         |         | 2        |          |         |         |          |          | 2      |        |
| Canada (bandiera)              | Air Canada                                       |         |         |          |          | 39      |         |          |          | 39     |        |
| Francia (bandiera)             | Air Charter International                        |         |         |          |          | 2       |         |          |          | 2      |        |
| Uruguay (bandiera)             | Air Class Líneas Aéreas                          |         |         |          |          |         | 2       |          |          |        | 2      |
| Stati Uniti (bandiera)         | Air Florida                                      |         |         |          |          | 5       |         |          |          | 5      |        |
| Francia (bandiera)             | Air France                                       |         |         |          |          | 29      |         |          |          | 29     |        |
| Giamaica (bandiera)            | Air Jamaica                                      |         |         |          |          | 4       |         |          |          | 4      |        |
| Serbia (bandiera)              | Air Serbia                                       |         |         |          |          | 11      |         |          |          | 11     |        |
| Stati Uniti (bandiera)         | Airlift International                            |         |         | 4        |          |         |         |          |          | 4      |        |
| Stati Uniti (bandiera)         | Alaska Airlines                                  |         |         | 3        |          | 4       |         |          |          | 7      |        |
| Italia (bandiera)              | Alitalia                                         |         |         |          |          | 18      |         |          |          | 18     |        |
| Giappone (bandiera)            | All Nippon Airways                               | 9       |         |          |          | 27      |         |          |          | 36     |        |
| Stati Uniti (bandiera)         | American Airlines                                | 58      |         |          |          | 109     |         |          |          | 167    |        |
| Stati Uniti (bandiera)         | American Flyers Airline                          |         |         | 2        |          |         |         |          |          | 2      |        |
| Cina (bandiera)                | Amministrazione dell'aviazione civile della Cina | 4       |         | 2        |          | 16      |         |          |          | 22     |        |
| Australia (bandiera)           | Ansett Australia                                 | 4       |         | 2        |          | 16      |         |          |          | 22     |        |
| Afghanistan (bandiera)         | Ariana Afghan Airlines                           |         |         | 2        |          |         |         |          |          | 2      |        |
| Kenya (bandiera)               | Astral Aviation                                  |         |         |          |          |         | 1       |          |          |        | 1      |
| Colombia (bandiera)            | Avianca                                          | 4       |         |          |          | 5       |         |          |          | 9      |        |
| Costa Rica (bandiera)          | Avianca Costa Rica                               |         |         |          |          | 2       |         |          |          | 2      |        |
| Stati Uniti (bandiera)         | Braniff Airlines                                 | 6       |         | 18       |          | 73      |         |          |          | 97     |        |
| Stati Uniti (bandiera)         | Business Aerotech                                | 1       |         |          |          |         |         |          |          | 1      |        |
| Trinidad e Tobago (bandiera)   | BWIA                                             | 3       |         |          |          |         |         |          |          | 3      |        |
| Taiwan (bandiera)              | China Airlines                                   | 2       |         | 1        |          |         |         |          |          | 3      |        |
| Germania (bandiera)            | Condor Flugdienst                                |         |         |          |          | 8       |         |          |          | 8      |        |
| Canada (bandiera)              | CP Air                                           | 4       |         |          |          | 2       |         |          |          | 6      |        |
| Brasile (bandiera)             | Cruzeiro                                         | 3       |         |          |          |         |         |          |          | 3      |        |
| Stati Uniti (bandiera)         | Delta Air Lines                                  |         |         |          |          | 116     |         |          |          | 116    |        |
| Rep. Dominicana (bandiera)     | Dominicana Airlines                              | 1       |         |          |          | 1       |         |          |          | 2      |        |
| Emirati Arabi Uniti (bandiera) | Dubai Air Wing                                   |         |         |          |          | 1       |         |          |          | 1      |        |
| Stati Uniti (bandiera)         | Eastern Air Lines                                | 50      |         | 25       |          | 88      |         |          |          | 163    |        |
| Etiopia (bandiera)             | Ethiopian Airlines                               |         |         |          |          | 3       |         |          |          | 3      |        |
| Stati Uniti (bandiera)         | Executive Jet Aviation                           |         |         | 2        |          |         |         |          |          | 2      |        |
| Perù (bandiera)                | Faucett Perú                                     | 1       |         |          |          |         |         |          |          | 1      |        |
| Stati Uniti (bandiera)         | Federal Aviation Administration                  | 1       |         |          |          |         |         |          |          | 1      |        |
| Stati Uniti (bandiera)         | FedEx Express                                    |         |         |          |          |         |         | 15       |          | 15     |        |
| RD del Congo (bandiera)        | Force Aérienne du Congo                          |         |         |          |          |         | 3       |          |          |        | 3      |
| Burkina Faso (bandiera)        | Force Aérienne de Burkina Faso                   |         |         |          |          |         | 1       |          |          |        | 1      |
| Stati Uniti (bandiera)         | Frontier Airlines                                | 5       |         |          |          | 3       |         |          |          | 8      |        |
| Colombia (bandiera)            | Fuerza Aérea Colombiana                          |         |         |          |          |         | 1       |          |          |        | 1      |
| Ecuador (bandiera)             | Fuerza Aérea Ecuatoriana                         |         |         |          |          |         | 1       |          |          |        | 1      |
| Stati Uniti (bandiera)         | GATX Financial Corporation                       |         |         |          |          | 2       |         |          |          | 2      |        |
| Camerun (bandiera)             | Governo del Camerun                              |         |         |          |          | 1       |         |          |          | 1      |        |
| Nigeria (bandiera)             | Governo della Nigeria                            |         |         |          |          | 1       |         |          |          | 1      |        |
| Senegal (bandiera)             | Governo del Senegal                              |         |         |          |          | 1       |         |          |          | 1      |        |
| Messico (bandiera)             | Guardia Nacional                                 |         |         |          |          |         | 1       |          |          |        | 1      |
| Stati Uniti (bandiera)         | Handlingair Establishment                        |         |         |          |          | 1       |         |          |          | 1      |        |
| Giordania (bandiera)           | Hashemite Kingdom of Jordan                      |         |         |          |          | 1       |         |          |          | 1      |        |
| Stati Uniti (bandiera)         | Hughes Airwest                                   |         |         |          |          | 13      |         |          |          | 13     |        |
| Spagna (bandiera)              | Iberia Airlines                                  |         |         |          |          | 37      |         |          |          | 37     |        |
| Islanda (bandiera)             | Icelandair                                       |         |         | 1        |          | 1       |         |          |          | 2      |        |
| Stati Uniti (bandiera)         | IFL Group                                        |         |         |          |          |         | 1       |          | 1        |        | 2      |
| Germania (bandiera)            | Interflug                                        | 4       |         |          |          | 5       |         |          |          | 9      |        |
| Stati Uniti (bandiera)         | International Lease Finance                      |         |         |          |          | 4       |         |          |          | 4      |        |
| Iran (bandiera)                | Iran Air                                         | 4       |         |          |          | 5       |         |          |          | 9      |        |
| Iraq (bandiera)                | Iraqi Airways                                    |         |         |          |          | 6       |         |          |          | 6      |        |
| Stati Uniti (bandiera)         | Itel Air                                         |         |         |          |          | 2       |         |          |          | 2      |        |
| Giappone (bandiera)            | Japan Airlines                                   | 12      |         |          |          |         |         |          |          | 12     |        |
| Giappone (bandiera)            | Japan Domestic Airlines                          | 2       |         |          |          |         |         |          |          | 2      |        |
| Kuwait (bandiera)              | Kuwait Airways                                   |         |         |          |          | 4       |         |          |          | 4      |        |
| Bolivia (bandiera)             | LAB                                              | 1       |         |          |          | 3       |         |          |          | 4      |        |
| Colombia (bandiera)            | LAS Cargo                                        |         |         |          |          |         |         |          | 1        |        | 1      |
| Cile (bandiera)                | LATAM Airlines Group                             | 2       |         | 2        |          |         |         |          |          | 4      |        |
| Libia (bandiera)               | Libyan Airlines                                  |         |         |          |          | 11      |         |          |          | 11     |        |
| Germania (bandiera)            | Lufthansa                                        | 16      |         | 11       |          | 26      |         |          |          | 53     |        |
| Messico (bandiera)             | Mexicana                                         | 4       |         |          |          | 35      |         |          |          | 39     |        |
| Stati Uniti (bandiera)         | National Airlines                                | 13      |         |          |          | 25      |         |          |          | 38     |        |
| Stati Uniti (bandiera)         | NEA Holdings                                     | 8       |         |          |          | 13      |         |          |          | 21     |        |
| Nepal (bandiera)               | Nepal Airlines Corporation                       | 1       |         |          |          |         |         |          |          | 1      |        |
| Nigeria (bandiera)             | Nigeria Airways                                  |         |         |          |          | 2       |         |          |          | 2      |        |
| Stati Uniti (bandiera)         | Northwest Airlines                               | 20      |         | 12       |          | 53      |         |          |          | 85     |        |
| Regno Unito (bandiera)         | Oil Spill Response Limited                       |         |         |          |          |         |         |          | 2        |        | 2      |
| Grecia (bandiera)              | Olympic Airlines                                 |         |         |          |          | 6       |         |          |          | 6      |        |
| Stati Uniti (bandiera)         | Ozark Air Lines                                  |         |         |          |          | 2       |         |          |          | 2      |        |
| Stati Uniti (bandiera)         | Pace Airlines                                    |         |         | 1        |          |         |         |          |          | 1      |        |
| Stati Uniti (bandiera)         | Pacific Air Lines                                | 3       |         |          |          |         |         |          |          | 3      |        |
| Stati Uniti (bandiera)         | Pacific Southwest Airlines                       | 8       |         |          |          | 31      |         |          |          | 39     |        |
| Stati Uniti (bandiera)         | Pan Am                                           | 21      |         | 6        |          | 8       |         |          |          | 35     |        |
| Messico (bandiera)             | Policía Federal                                  |         |         |          |          |         | 2       |          |          |        | 2      |
| Qatar (bandiera)               | Qatar Airways                                    |         |         |          |          | 1       |         |          |          | 1      |        |
| Arabia Saudita (bandiera)      | Rafic B. Hariri                                  |         |         |          |          | 1       |         |          |          | 1      |        |
| Stati Uniti (bandiera)         | Raytheon Aircraft                                |         |         |          |          |         | 1       |          |          |        | 1      |
| Stati Uniti (bandiera)         | Republic Airlines                                |         |         |          |          | 7       |         |          |          | 7      |        |
| Marocco (bandiera)             | Royal Air Maroc                                  |         |         |          |          | 8       |         |          |          | 8      |        |
| Giordania (bandiera)           | Royal Jordanian                                  |         |         |          |          | 7       |         |          |          | 7      |        |
| Belgio (bandiera)              | SABENA                                           | 2       |         | 3        |          |         |         |          |          | 5      |        |
| Kenya (bandiera)               | Safe Air Cargo                                   |         |         |          |          |         | 2       |          |          |        | 2      |
| RD del Congo (bandiera)        | Serve Air Cargo                                  |         |         |          |          |         |         |          | 4        |        | 4      |
| Singapore (bandiera)           | Singapore Airlines                               |         |         |          |          | 10      |         |          |          | 10     |        |
| Sudafrica (bandiera)           | South African Airways                            | 6       |         | 3        |          |         |         |          |          | 9      |        |
| Stati Uniti (bandiera)         | Southern Air Transport                           |         |         | 1        |          |         |         |          |          | 1      |        |
| Danimarca (bandiera)           | Sterling Airlines                                |         |         |          |          | 8       |         |          |          | 8      |        |
| Siria (bandiera)               | Syrianair                                        |         |         |          |          | 3       |         |          |          | 3      |        |
| Ecuador (bandiera)             | TAME                                             |         |         |          |          | 1       |         |          |          | 1      |        |
| Portogallo (bandiera)          | TAP Air Portugal                                 | 4       |         | 2        |          | 5       |         |          |          | 11     |        |
| Singapore (bandiera)           | Tigerair                                         |         |         |          |          | 4       |         |          |          | 4      |        |
| Brasile (bandiera)             | Total Linhas Aéreas                              |         |         |          |          |         | 2       |          | 1        |        | 3      |
| Stati Uniti (bandiera)         | Trans Carib Air                                  |         |         | 1        |          |         |         |          |          | 1      |        |
| Australia (bandiera)           | Trans Australia Airlines                         | 6       |         |          |          | 12      |         |          |          | 18     |        |
| Svezia (bandiera)              | Transair Sweden                                  | 2       |         | 1        |          |         |         |          |          | 3      |        |
| Stati Uniti (bandiera)         | Transamerica Airlines                            |         |         | 2        |          |         |         |          |          | 2      |        |
| Germania (bandiera)            | TUI Group                                        |         |         |          |          | 3       |         |          |          | 3      |        |
| Tunisia (bandiera)             | TunisAir                                         |         |         |          |          | 10      |         |          |          | 10     |        |
| Turchia (bandiera)             | Turkish Airlines                                 |         |         |          |          | 10      |         |          |          | 10     |        |
| Stati Uniti (bandiera)         | TWA                                              | 27      |         | 8        |          | 57      |         |          |          | 92     |        |
| Stati Uniti (bandiera)         | United Airlines                                  | 88      |         | 43       |          | 150     |         |          |          | 281    |        |
| Panama (bandiera)              | Uniworld Air Cargo                               |         |         |          |          |         | 1       |          |          |        | 1      |
| Stati Uniti (bandiera)         | US Airways                                       |         |         |          |          | 12      |         |          |          | 12     |        |
| Stati Uniti (bandiera)         | USA Jet Airlines                                 |         |         |          |          |         | 2       |          |          |        | 2      |
| Brasile (bandiera)             | Varig                                            | 4       |         |          |          |         |         |          |          | 4      |        |
| Brasile (bandiera)             | VASP                                             |         |         |          |          | 6       |         |          |          | 6      |        |
| Canada (bandiera)              | Wardair                                          | 1       |         |          |          |         |         |          |          | 1      |        |
| Tagikistan (bandiera)          | Waypoint Airways                                 |         |         |          | 1        |         |         |          |          |        | 1      |
| Stati Uniti (bandiera)         | WEDGE Group                                      |         |         |          |          | 1       |         |          |          | 1      |        |
| Stati Uniti (bandiera)         | Western Airlines                                 |         |         |          |          | 46      |         |          |          | 46     |        |
| Stati Uniti (bandiera)         | World Airways                                    |         |         | 6        |          |         |         |          |          | 6      |        |
| Yemen (bandiera)               | Yemenia                                          |         |         |          |          | 5       |         |          |          | 5      |        |
| Stati Uniti (bandiera)         | Zero Gravity Corporation                         |         |         |          |          |         | 1       |          |          |        | 1      |
| TOTALE                         | TOTALE                                           | 407     | 1       | 164      | 1        | 1 245   | 24      | 15       | 9        | 1 831* | 35     |

* il totale di esemplari prodotti è in realtà 1 832, di cui 1 831 consegnati a compagnie aeree.

## Timeline e grafico
|          |      | 1960 | 1961 | 1962 | 1963 | 1964 | 1965 | 1966 | 1967 | 1968 | 1969 | 1970 | 1971 | 1972 |
| -------- | ---- | ---- | ---- | ---- | ---- | ---- | ---- | ---- | ---- | ---- | ---- | ---- | ---- | ---- |
| Ordini   | B727 | 80   | 37   | 10   | 20   | 83   | 187  | 149  | 125  | 66   | 64   | 48   | 26   | 119  |
| Consegne | B727 | –    | –    | –    | 6    | 95   | 111  | 135  | 155  | 160  | 114  | 55   | 33   | 41   |

|          |      | 1973 | 1974 | 1975 | 1976 | 1977 | 1978 | 1979 | 1980 | 1981 | 1982 | 1983 | 1984 | Totale |
| -------- | ---- | ---- | ---- | ---- | ---- | ---- | ---- | ---- | ---- | ---- | ---- | ---- | ---- | ------ |
| Ordini   | B727 | 92   | 88   | 50   | 113  | 133  | 125  | 98   | 68   | 38   | 11   | 1    | –    | 1 831  |
| Consegne | B727 | 92   | 91   | 91   | 61   | 67   | 118  | 136  | 131  | 94   | 26   | 11   | 8    | 1 831  |

     Ordini
     Consegne